# 9972 Міноруода
9972 Міноруода (9972 Minoruoda) — астероїд головного поясу, відкритий 26 травня 1993 року.
Тіссеранів параметр щодо Юпітера — 3,555.
Названо на честь Мінору Ода (яп. みのる・おだ(小田稔) мінору ода)